# Ragnar Gustafsson (skidåkare)
Ragnar Fritiof Gustafsson, född 21 augusti 1898 i Säfsnäs församling, Kopparbergs län, död där 3 juni 1982, var en svensk skidåkare.
Gustafsson, till yrket skogvaktare, tävlade för Säfsnäs IF. Han blev svensk mästare på 30 km skidor i Filipstad 1924.